# San Martino dall’Argine
San Martino dall’Argine – miejscowość i gmina we Włoszech, w regionie Lombardia, w prowincji Mantua.
Według danych na rok 2004 gminę zamieszkuje 1857 osób, 109,2 os./km².